# Omina
Gli omina (Latino. Al singolare ōmen) casualmente, nella tradizione degli antichi romani, sono segni che si mostrano come presagi per interpretare il futuro.
Ne parla Cicerone nel De divinatione, come superstizioni.
Nell'antichità vengono indicati altresì quali segni del cielo, voli di uccelli che prevedono catastrofi come si legge nelle serie di tavolette mesopotamiche Enuma Anu Enlil, per prevedere un fatto che deve accadere.